# Everything Is Everything (Diana Ross)
Everything Is Everything è il secondo album della cantante statunitense Diana Ross, pubblicato dall'etichetta discografica Motown il 3 novembre 1970.
L'album è prodotto da Deke Richards e Hal Davis. Dal disco, nei due anni seguenti, vengono tratti i singoli I'm Still Waiting e Doobedood'ndoobe, Doobedood'ndoobe, Doobedood'ndoo.

## Tracce

### Lato A
1. My Place
2. Ain't No Sad Song
3. Everything Is Everything
4. Baby It's Love
5. I'm Still Waiting
6. Doobedood'ndoobe, Doobedood'ndoobe, Doobedood'ndoo

### Lato B
1. Come Together
2. The Long and Winding Road
3. I Love You (Call Me)
4. How About You
5. (They Long to Be) Close to You